# Periglaziale Lagen
Periglaziale Lagen (auch periglaziäre Lagen) sind während der pleistozänen Kaltzeiten unter periglazialen Bedingungen entstandene Lockersedimentdecken, die das Hangrelief der Mittelgebirge der Mittelbreiten bis weit in die Beckenlagen hinein annähernd flächenhaft verkleiden. Sie bestehen aus mehreren, übereinander gelagerten Schichten, sind ein wichtiges Ausgangssubstrat für die Bodenbildung und beeinflussen wesentlich den Wasserhaushalt.

## Entwicklung der Begriffe
Die wissenschaftliche Erforschung periglazialer Hangsedimente begann annähernd gleichzeitig in der Bundesrepublik Deutschland und in der damaligen DDR. Dabei entstanden verschiedene, untereinander nicht ohne weiteres kompatible Terminologien: So bezeichnete Semmel die periglazialen Sedimente als ‚Deckschichten’, bei hohem Gehalt an Skelett auch als ‚Schuttdecken’ und untergliederte sie in ‚Schutte’, Schilling & Wiefel untergliederten in ‚Folgen’, Schwanecke in ‚Zonen’ und Kopp in ‚Perstruktionszonen’. Erst mit der Wende wurde eine Vereinheitlichung des Begriffswirrwarrs angegangen. Auf dieser Grundlage ging mit den ‚Lagen’ eine neue, landesweit vereinheitlichte Terminologie in die 4. Auflage der Bodenkundlichen Kartieranleitung ein. Sie wurde mit der 5. Auflage geringfügig überarbeitet (im Folgenden abgekürzt als KA5).
Allerdings wird diese Klassifikation vielfach kritisch kommentiert, was unlängst mit ‚Segmenten’ zu einem weiteren terminologischen Vorschlag führte.

## Sedimenteigenschaften der Lagen

### Überblick
Alle Klassifikationsansätze unterschieden Sedimente mit und ohne einen äolisch eingetragenen Anteil, i. d. R. Löß. Dem folgt auch die KA5, die mit Basislage und Oberlage je ein im Wesentlichen lößfreies Sediment ausweist. Mittel- und Hauptlage sind dagegen lößhaltig. Neben der Klassifikation der Lagen ermöglicht die KA5 auch eine lagenunabhängige, an sedimentologischen Merkmalen ausgerichtete (‚faziesneutrale’) Herangehensweise, die aber nicht Gegenstand dieses Artikels ist.
Die Identifikation der Lagen im Gelände erfolgt mit Hilfe sedimentologischer Eigenschaften und der relativen Lage der Schicht im Profil, als Hilfskriterium wird noch die typische Verbreitung herangezogen.
Die Grenzen zwischen den einzelnen Schichten erscheinen i. d. R. scharf, so dass üblicherweise markante Unterschiede im Steingehalt oder anderen Korngrößen als Kriterium für die Grenzziehung herangezogen werden. Hilfsweise können weitere Indizien wie Änderungen in der Lagerung der Komponenten (hangparallel oder dachziegelartig eingeregelt, quer eingeregelt, senkrecht stehend, unregelmäßig) oder der Sortierung herangezogen werden. In Zweifelsfällen sind Laboruntersuchungen erforderlich, wie zum Beispiel Schwermineralanalysen, die unterschiedliche Provenienzen der Sedimente belegen können.

### Basislage
Die Basislage (Abkürzung LB, bei Semmel 1968: Basisschutt) ist aus dem am Ort oder hangaufwärts anstehenden Gestein durch Verwitterung und gelifluidale Verlagerung hervorgegangen (Lokalmaterial). Untergeordnet können auch fluviale Einschaltungen durch periglaziale Spülvorgänge beteiligt sein. Die LB ist üblicherweise das unterste Schichtglied in einer mehrgliedrigen Sequenz. Die LB ist – geeignete anstehende Gesteine vorausgesetzt – reich an Skelett, das mit den Längsachsen hangparallel, bei plattiger Form der Steine auch dachziegelartig eingeregelt ist. Ein typisches Merkmal der meisten LB ist eine hohe Lagerungsdichte. Die verbreitete Aussage, LB seien frei von äolischen Anteilen, ist in dieser Form vielfach falsch, denn mechanische Spülung durch das Sickerwasser hat oft zu einer sekundären Anreicherung geführt, die sich aber durch das Verteilungsmuster von den anderen Schichten deutlich unterscheidet: Der Schluff findet sich regelmäßig in Form von Hauben auf den größeren Steinen und nicht dispers.

### Mittellage
Die Mittellage (LM, bei Semmel 1968: Mittelschutt) enthält neben Lokalmaterial eine merkliche äolische Beimengung. Dadurch ergibt sich ein markanter Substratunterschied zur Basislage. Sind Basislagen jedoch aus Gesteinen hervorgegangen, die ihrerseits zu Schluff verwittern, ist die Unterscheidung erschwert. Laut KA5 kann die LM höhere Lößgehalte aufweisen, als die darüber liegende Hauptlage. Dies lässt sich allerdings statistisch nicht belegen, ebenso wenig wie der immer wieder behauptete geringere Skelettgehalt gegenüber allen anderen Lagen. Als weiteres Kriterium der Identifikation gibt die KA5 die räumliche Verbreitung der LM an (s. unten). Die LM besitzt üblicherweise eine mittlere Lagerungsdichte.

### Hauptlage
Die Hauptlage (LH, bei Semmel 1968: Deckschutt, bei geringem Steingehalt: Decksediment) ist in der Zusammensetzung der Mittellage ähnlich. Häufig wird eine vulkanische Komponente, die vom Laacher See-Ausbruch des Alleröds stammt, als Unterscheidungskriterium angegeben. Jedoch wurde die Tephra in viele Gebiete nicht verfrachtet, und selbst in den Randgebieten der Verbreitung ist für den Nachweis ein hoher Aufwand nötig. Die LH ist von der Mittellage weniger nach sedimentologischen Kriterien abgegrenzt, als dadurch, dass sie üblicherweise an der Erdoberfläche liegt. Wichtige Eigenschaften der LH sind ihre auffallend konstante Mächtigkeit von 50±20 cm (s. unten) und die lockere Lagerung des Substrats. Eine hangparallele Einregelung ist selten deutlich ausgeprägt.

### Oberlage
Sehr selten tritt im Hangenden der Hauptlage ein weiteres Sediment auf, welches im Idealfall ausschließlich aus Halden des Steinschlags besteht, an seiner Basis aber auch älteres Feinmaterial eingearbeitet haben kann, die Oberlage (LO, bei Semmel 1968 nicht erwähnt).

### Verwechslungsmöglichkeiten
Alle Lagen können miteinander und mit Kolluvium verwechselt werden. Basislagen sind dann oft schwer von den anderen Lagen zu trennen, wenn sie schluffreich sind. Mittellagen und Hauptlagen sind nur dann sicher zu identifizieren, wenn beide übereinander erhalten sind. Fehlt die Hauptlage bspw. aufgrund von Bodenerosion, wie sie auch unter heutigem Wald oft vorgekommen ist, da in der Vergangenheit viele Gebiete durch Ackerbau genutzt wurden, ist die Identifikation der Mittellage schwierig, da sie hauptsächlich nur über ihre relative Beziehung zur Hauptlage definiert ist. Noch schwieriger wird die Situation, wenn Kolluvien hinzukommen oder die Hauptlage ersetzen. Da alte Kolluvien selten humusreich sind, sind sie vielfach schwer zu erkennen. Nester von Holzkohle oder eine gebietsuntypische Auslaugung der Böden durch die ehemalige Nutzung dienen dann als Hinweise.

## Genese der Lagen

### Grundsätzliches
Der wichtigste Prozess bei der Entstehung der Lagen, mit Ausnahme der Oberlage, ist die Gelifluktion. Dabei wird der oberflächennahe Untergrund langsam hangabwärts bewegt. Dieser Prozess schafft keine völlig neuen, scharf abzugrenzenden Schichten, welche den vorhandenen Untergrund konkordant überlagern. Sedimente der Gelifluktion gehen vielmehr aus dem anstehenden Substrat hervor und vermischen sich im Hangverlauf immer stärker mit diesem. Periglaziale Lagen enthalten also immer auch Komponenten des jeweils Liegenden.
Dies führt dazu, dass eine Basislage, die im Hangverlauf ein Areal erreicht, in dem sich bereits vorher eine Mittellage gebildet hatte, ihre Fazies sukzessive ändert und von da ab als Mittellage bezeichnet werden muss. Mit genauen Untersuchungen (Bodendünnschliffen) lässt sich zeigen, dass Lagen Komponenten aus älteren Lagen enthalten können, die selbst nicht erhalten geblieben sind. Ob einzelne, ältere Lagen erhalten bleiben können, hängt somit vom Tiefgang späterer Gelifluktionsvorgänge ab und davon, ob zwischenzeitlich durch andere Prozesse (fluvial, äolisch) frisches Substrat eingetragen wurde, wodurch auch bei gleichem Tiefgang die ältere Lage nicht mehr erreicht wird.
Durch diese Auf- und Einarbeitung älteren Materials kann erklärt werden, warum Wechsellagerungen, bei denen Basislagen nicht nur unter, sondern auch über Mittellagen auftreten, sehr selten sind.

### Genese der Basislage
Von meist geringfügigen fluvialen Einschaltungen abgesehen, ist die LB ein typisches Sediment der Gelifluktion mit markanten Einregelungserscheinungen des Skeletts. Ein wichtiges Merkmal, die hohe Lagerungsdichte, harrt noch einer schlüssigen Erklärung. FitzPatrick 1956 erklärt rezent in Schottland beobachtete Verdichtungs-Phänomene durch die Druckwirkung des Segregationseises im Permafrostkörper, das sind Eislinsen oder -lagen im Substrat, die durch hygroskopische Wanderung des Porenwassers zur Gefrierfront hin gebildet werden, was sich in Laborexperimenten nachvollziehen ließ. Dies würde bedeuten, dass Basislagen nach ihrer Ablagerung von Permafrost erfasst wurden, was im Einklang mit Eiskeilen steht, die häufig darin gefunden werden.

### Genese der Mittellage
Der entscheidende Unterschied zwischen Basis- und Mittellage ist der äolische Anteil. Zur Gelifluktion, die auch in den Mittellagen ausweislich der hangparallelen Einregelung des Skeletts gewirkt hat, kam somit noch die Akkumulation durch den Wind. Die relative zeitliche Stellung der Prozesse zueinander ist ungeklärt, ob also vor der Verlagerung eine Phase der Lößakkumulation erfolgte, ob der Löß synsedimentär (also während der Sedimentation der Lage) eingearbeitet wurde oder ob er erst nachträglich aufgetragen und eingearbeitet wurde.

### Genese der Hauptlage
In Anbetracht der schlechter ausgeprägten Einregelung des Skeletts ist die Entstehung der LH durch Gelifluktion weniger evident als in den liegenden Lagen. Jedoch wurden LH unter Mooren gefunden, die bereits im Spätglazial aufzuwachsen begannen, so dass ihre kaltzeitliche Stellung gesichert erscheint. Dennoch ist ihre Lagerung durch spätere Ereignisse vielerorten gestört (durch umgestürzte Bäume, Forstwirtschaft etc.).
Eine wesentliche Eigenschaft der LH, ihre sehr konstante Mächtigkeit, scheint allen Gesetzen der Physik zu widersprechen, da sie kaum von morphometrischen Parametern wie Hangneigung, Exposition oder Lage im Hangverlauf beeinflusst wird, Parametern, die als wesentliche Steuerungsgrößen geomorphologischer Systeme gelten. Ergebnisse aus einem Gelifluktionsmessfeld (vgl. Durchtränkungsfließen) legen aber nahe, dass ein Phänomen wie die Hauptlage unter Periglazialklima entstehen kann, wenn mehrere Faktoren zusammentreffen: Die Verlagerung währt nur kurz, es wird kein frisches Sediment (z. B. äolisch) nachgeliefert und es herrscht kein Permafrost. Insbesondere letzteres ist in der Literatur zur LH höchst umstritten.

### Genese der Oberlage
Die Oberlage ist im Wesentlichen durch Steinschlag entstanden.

## Räumliche Verbreitung der Lagen
Die Lagen werden meist durch oberflächliche Schurfe oder durch einen 1 m langen Bohrstock erkundet. Mit diesen Sondierungsmethoden erreicht man oft gerade die Untergrenze der Basislage. Wird dann darunter ein anderes Substrat gefunden, wird dieses häufig als Anstehendes interpretiert. Tiefere Aufschlüsse oder geophysikalische Sondierungen zeigen aber vielfach, dass insbesondere Basislagen, aber auch Mittellagen weitaus mächtiger oder sogar aus mehreren unterscheidbaren Schichten zusammengesetzt sein können.
Während Haupt- und Basislagen im Mittelgebirge nahezu flächenhaft auftreten, ist die Verbreitung der Mittellage eingeschränkt. Hier muss man wahrscheinlich Gebirge, in denen kaltzeitlich eine relativ konstante Windrichtung vorherrschte, von anderen Gebirgen unterscheiden, denn die Verbreitung der Mittellage hängt von der Lößablagerung ab: War diese mächtiger als der Tiefgang der Gelifluktion bei der Bildung der Hauptlage, konnte eine Mittellage erhalten bleiben. Andernfalls wurde sie in die Hauptlage eingearbeitet und verlor ihre Eigenständigkeit. Somit kann man eine Mittellage dort erwarten, wo die günstigsten Bedingungen für Lößablagerung herrschten, das sind erst einmal die Hänge im Windschatten (Lee) aber auch stärkere Reliefunebenheiten im Luv, insbesondere Hangdellen.
Die Angaben der KA5 zur Verbreitung der Mittellage widersprechen dieser Ableitung allerdings: Demnach ist die Erhaltung einer Mittellage an eine erosionsgeschützte Reliefposition gebunden. Hangdellen konzentrieren jedoch Abflussbahnen, sind also das genaue Gegenteil einer erosionsgeschützten Lage. Die Angaben der KA5 hierzu widersprechen vielfacher Geländeerfahrung.
Oberlagen sind auf die höchsten Lagen der Mittelgebirge beschränkt und finden sich kleinräumig am Fuß von Gesteinsausbissen.

## Alter der Lagen
Grundsätzlich sind periglazialen Lagen keine chronostratigraphischen Einheiten. Bisherige Versuche einer numerischen Altersbestimmung insbesondere älterer periglazialer Lagen sind entweder gescheitert oder ihre Übertragbarkeit ist noch nicht gesichert.
Hinweise auf ein Maximalalter der Basislagen gibt die Beobachtung, dass diese Sedimente auf Moränen der letzten Kaltzeit fehlen. In einer Untersuchung fanden sich Mittellagen nicht auf Moränen, die jünger als 16.000 Jahre sind. Inwieweit dieser Befund jedoch übertragbar ist, ist unbekannt.
Das Alter der Hauptlage war lange Zeit wegen ihrer Beziehung zur Laacher-See-Tephra (s. oben), die von ihr z. T. auch überlagert wird, unstrittig; sie wurde in die Jüngere Dryaszeit datiert. Funde von Hauptlage unter älteren Mooren widersprechen dem jedoch. Entweder wurde die Hauptlage also in mehreren Phasen gebildet bzw. überformt, oder das Alter dieser Schicht schwankt regional.
Die KA5 definiert die Oberlage als ein periglaziales Sediment und schließt (im Gegensatz zur 4. Auflage) explizit ähnliche, deutlich später entstandene Sedimente aus. Sie gibt andererseits keinen Anhaltspunkt, wie das pleistozäne Alter solcher Sedimente, die ja nicht offensichtlich einem periglazialen Prozess zugeordnet werden können, bestimmt werden könnte. Möglicherweise gibt es bei strenger Anwendung dieser Definition gar keine Oberlagen.

## Geoökologische Bedeutung der periglazialen Lagen
Die stoffliche und strukturelle Zusammensetzung des oberflächennahen Untergrunds unterscheidet sich erheblich von der, die alleine durch die Verwitterung der anstehenden Gesteine zu erwarten wäre. Dies hat weitreichende Auswirkungen auf die Umwelt in den Mittelgebirgen. Die Entwicklung der Böden wird weitgehend dadurch gesteuert. Die Böden wären ohne die Lagen weniger tiefgründig. Der Lößgehalt wirkt sich meist sehr positiv auf die Bodenqualität aus, da er der Versauerung entgegenwirkt. Böden, deren Substrat eine Mittellage beinhaltet, sind oft so weit vom Einfluss des darunter liegenden Gesteins entkoppelt, dass sie ausschließlich durch Lessivierung geprägt sind. Andererseits können in flachem Relief Schichten mit geringer Wasserdurchlässigkeit zu Pseudovergleyung führen. Die Gehalte an einer Vielzahl von Stoffen unterscheiden sich in den periglazialen Lagen vom liegenden Gestein, besonders bei Schwermetallen kann dies für die Umwelt relevant werden.
Das Vorhandensein von Schichtgrenzen im Untergrund, aber auch die Eigenschaften der Schichten selbst (Einregelung) führen zu Anisotropie. Diese hat große Bedeutung für den Wasserhaushalt des Hangs und bewirkt eine Ablenkung des Sickerwasserstroms, der zu einem hangparallelen Interflow umgelenkt wird. Dieser Abfluss gelangt damit schneller in den Vorfluter, da das Wasser einen direkteren Weg nimmt. Dies hat vermutlich Auswirkungen auf die Entstehung von Hochwasser und auf den Transport von Schadstoffen in der Umwelt.